# Ruta 801 (Costa Rica)
La Ruta 801, oficialmente Ruta Nacional Terciaria 801, es una ruta nacional de Costa Rica ubicada en la provincia de Limón.

## Descripción
En la provincia de Limón, la ruta atraviesa el cantón de Talamanca (el distrito de Bratsi).